# Kanton (Ekwador)
Kanton – według Konstytucji Ekwadoru, druga licząc od najmniejszych jednostka podziału terytorialnego tego państwa. Odpowiednik powiatu w podziale politycznym Polski.